# Modest Teixidor i Torres
Modest Texidor i Torres (Barcelona, 8 de juny de 1849 - Barcelona, 10 de desembre de 1927) fou un pintor català especialitzat en retrats i paisatges, tot i que també va fer pintura d'història i costumista.

## Biografia
Modest Texidor va néixer al carrer Ripoll de Barcelona, fill del forjador Josep Texidor i Busquets i de la seva esposa, Concepció Torres i Busquets. Fou germà de la pintora Pepita Teixidor. Es va formar a l'Escola de Belles Arts de Barcelona i a París, on fou deixeble de Carolus-Duran i de Jules Bastien-Lepage.
Diverses obres seves es conserven al museu de la Reial Acadèmia Catalana de Belles Arts de Sant Jordi.
Fou mestre de la seva germana Pepita, que fou aquarel·lista.
Morí solter el 10 de desembre de 1927 a Barcelona.

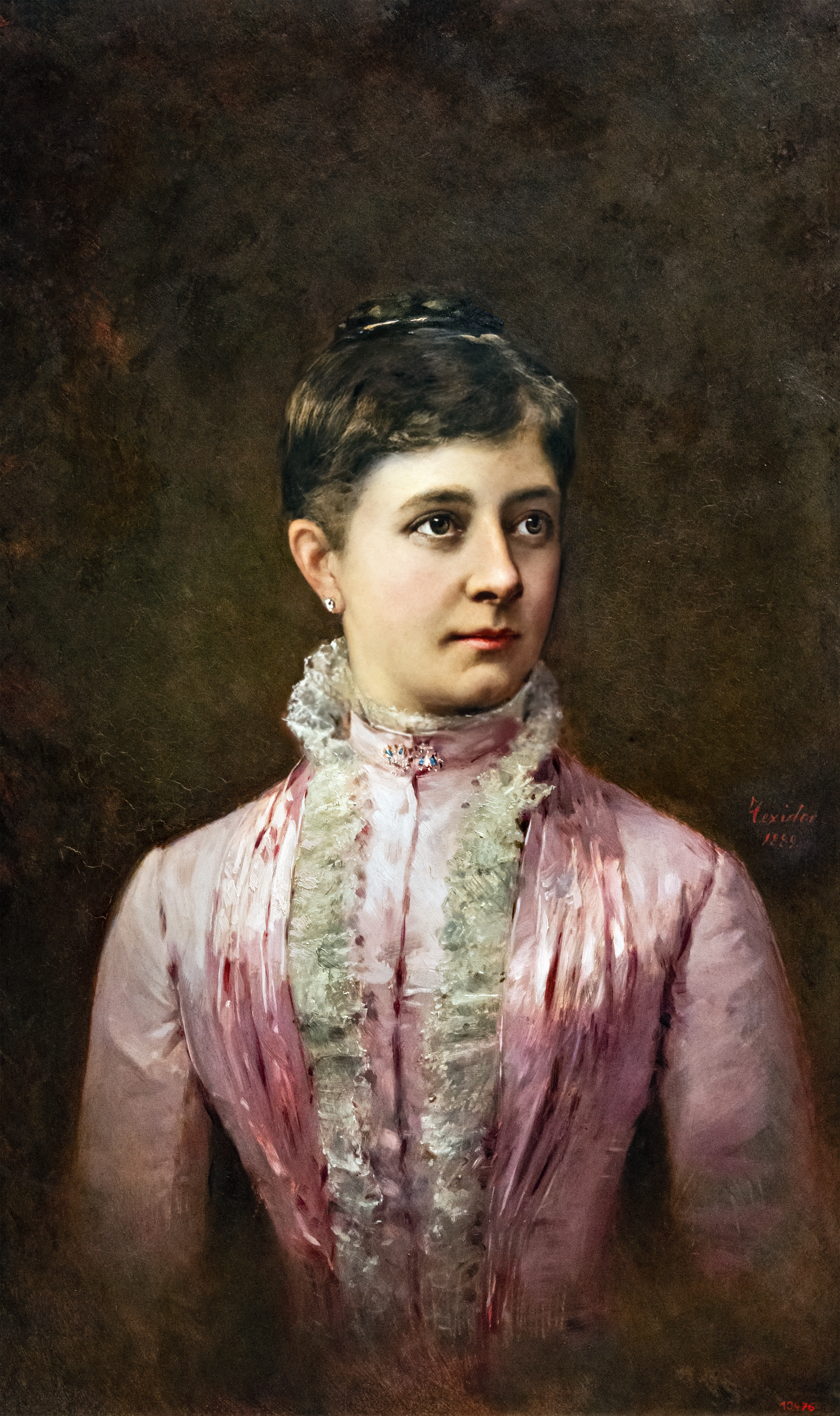
Retrat de la pintora Pepita Texidor Torres - MNAC
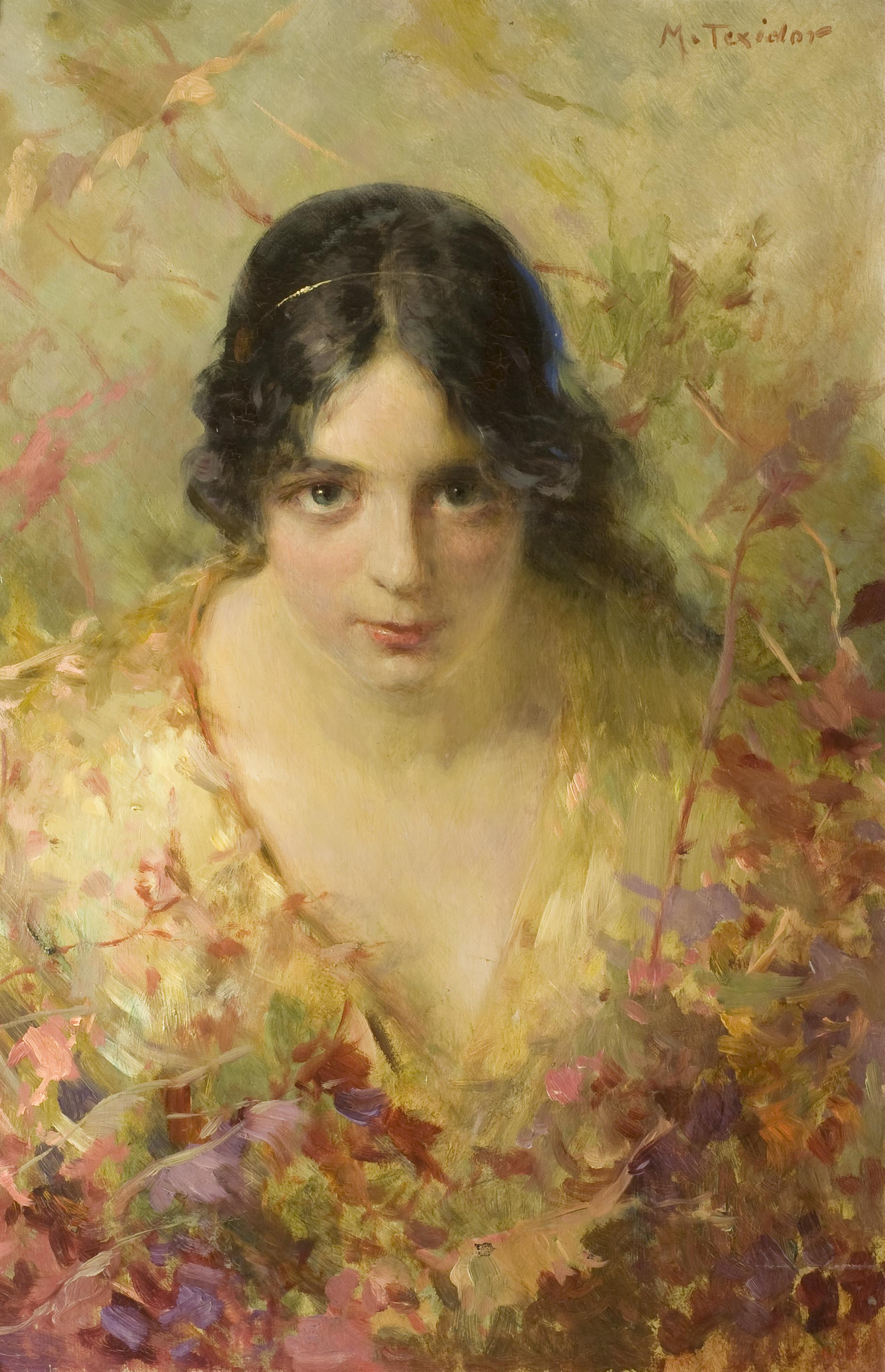
Retrat d'una noia jove, segle xix

## Premis i reconeixements
- Exposició Nacional de Madrid el 1887: tercera medalla per la pintura titulada La plaça del palau.
- Exposició Universal de París de 1900: medalla de bronze.
- Medalla d'or al Premi José Masriera de l'Acadèmia de Belles Arts de Barcelona el 1921.